# MRPL12
MRPL12 (англ. Mitochondrial ribosomal protein L12) – білок, який кодується однойменним геном, розташованим у людей на короткому плечі 17-ї хромосоми. Довжина поліпептидного ланцюга білка становить 198 амінокислот, а молекулярна маса — 21 348.
| 10         |  | 20         |  | 30         |  | 40         |  | 50         |
| ---------- |  | ---------- |  | ---------- |  | ---------- |  | ---------- |
| MLPAAARPLW |  | GPCLGLRAAA |  | FRLARRQVPC |  | VCAVRHMRSS |  | GHQRCEALAG |
| APLDNAPKEY |  | PPKIQQLVQD |  | IASLTLLEIS |  | DLNELLKKTL |  | KIQDVGLVPM |
| GGVMSGAVPA |  | AAAQEAVEED |  | IPIAKERTHF |  | TVRLTEAKPV |  | DKVKLIKEIK |
| NYIQGINLVQ |  | AKKLVESLPQ |  | EIKANVAKAE |  | AEKIKAALEA |  | VGGTVVLE   |

A: Аланін

C: Цистеїн

D: Аспарагінова кислота

E: Глутамінова кислота

F: Фенілаланін

G: Гліцин

H: Гістидин

I: Ізолейцин

K: Лізин

L: Лейцин

M: Метіонін

N: Аспарагін

P: Пролін

Q: Глутамін

R: Аргінін

S: Серин

T: Треонін

V: Валін

W: Триптофан

Кодований геном білок за функціями належить до рибонуклеопротеїнів, рибосомних білків. 
Задіяний у такому біологічному процесі, як ацетилювання. 
Локалізований у мітохондрії.